# Princípio da boa ordenação
O Princípio da boa ordenação ou princípio da boa ordem diz que todo subconjunto não-vazio formado por números naturais possui um menor elemento. Isso é o mesmo que dizer que todo subconjunto não vazio formado por números inteiros positivos possui um menor elemento. Este princípio é equivalente ao Princípio da indução.
Em teoria de conjuntos, esta noção é generalizada para a de um conjunto bem-ordenado, um conjunto totalmente ordenado tal que todo subconjunto não vazio possui um elemento mínimo.
Na Teoria axiomática dos Conjuntos de Zermelo-Fraenkel [sistema denotado como "ZF sem adição de axiomas extras"], a generalização deste princípio acima é equivalente para o Axioma da Escolha, criado em 1904 pelo matemático alemão Ernst Zermelo. Este é considerado um dos axiomas mais importantes da história da Matemática, apesar de suas consequências não-construtivas e controversas (vide o Paradoxo de Banach-Tarski, entre outros).

## Exemplo e motivação
Seja {\displaystyle X\subset \mathbb {N} } um subconjunto não-vazio do conjunto dos números naturais. Então {\displaystyle n_{0}\in X} é o elemento mínimo de X quando {\displaystyle n_{0}\leq n,\forall n\in X}. Se {\displaystyle X\subseteq \mathbb {N} } com {\displaystyle 0\in X}, então 0 é o elemento mínimo de X. Isto é óbvio, visto que 0 é o menor elemento de {\displaystyle \mathbb {N} \,}.
Um elemento {\displaystyle k\in X} é o elemento máximo de X quando {\displaystyle k\geq n,\forall n\in X}. Note que {\displaystyle \mathbb {N} \,} não tem um elemento máximo, logo é de se esperar que existam subconjuntos de {\displaystyle \mathbb {N} \,} sem um maior elemento.

## Prova
Seja um conjunto X subconjunto dos números naturais, ou seja, {\displaystyle X\subset \mathbb {N} }. Por esse princípio, existe um determinado número "n" menor ou igual a todos os elementos do conjunto X, ou seja,  {\displaystyle \exists n\leq x,\forall x\in X}. Há duas possibilidades para o conjunto X:
1. O número 1 pertence ao conjunto X, ou seja, {\displaystyle 1\in X}. neste caso, 1 será o elemento mínimo do conjunto X. 
  - Do contrário, existiria um número "n" pertencente ao conjunto X tal que {\displaystyle n<1}, ou seja, isso implicaria dizer que existe um número natural "q" tal que sua soma com "n" resultasse em 1: {\displaystyle n<1\longrightarrow \exists q\in \mathbb {N} ,n+q=1} . Entretanto, a soma de dois números naturais é sempre o sucessor de algum número natural, e como 1 não é sucessor de nenhum número, essa tese contrária é um absurdo.
2. O número 1 não pertence ao conjunto X, ou seja, {\displaystyle 1\notin X}. 
  - Seja um conjunto {\displaystyle B}, subconjunto dos números naturais, tal que todos os seus elementos são menores que os elementos de {\displaystyle X}:

{\displaystyle B=\left\{b\in \mathbb {N} :b<x,\forall x\in X\right\}}  Obviamente, {\displaystyle 1\in B}. Como {\displaystyle x\in X\implies x\notin B} então {\displaystyle B\neq \mathbb {N} } e deve existir {\displaystyle b_{i}\in B} tal que {\displaystyle b_{i}+1\notin B} pois do contrário o princípio da indução finita implicaria que {\displaystyle B=\mathbb {N} }, um absurdo. Além disso como {\displaystyle b_{i}\in B\implies x>b_{i},\forall x\in X} e como {\displaystyle b_{i}+1\notin B\implies \exists x\in X,b_{i}+1\geq x}  então para algum {\displaystyle x\in X,b_{i}<x\leq b_{i}+1\iff x=b_{i}+1}, por fim se existisse {\displaystyle a\in X,a<b_{i}+1}como {\displaystyle b_{i}\in B\implies b_{i}<a<b_{i}+1}absurdo, logo existe o menor elemento de {\displaystyle X}, o número {\displaystyle b_{i}+1}.